# El Astillero de Abajo
El Astillero de Abajo är en ort i Mexiko.   Den ligger i kommunen Colima och delstaten Colima, i den södra delen av landet, 500 km väster om huvudstaden Mexico City. El Astillero de Abajo ligger 543 meter över havet och antalet invånare är 147.
Terrängen runt El Astillero de Abajo är kuperad åt sydost, men åt nordväst är den platt. Runt El Astillero de Abajo är det ganska tätbefolkat, med 192 invånare per kvadratkilometer. Närmaste större samhälle är Colima, 17,2 km väster om El Astillero de Abajo. Omgivningarna runt El Astillero de Abajo är en mosaik av jordbruksmark och naturlig växtlighet.